# Røjleskov Sogn
Røjleskov Sogn (bis 1. Oktober 2010: Røjleskov Kirkedistrikt  (dt.: Kirchenbezirk) im Strib-Røjleskov Sogn) ist eine Kirchspielsgemeinde (dän.: Sogn) im südlichen Dänemark. Bis zum 1. Oktober 2010 war sie lediglich ein Kirchenbezirk im Strib-Røjleskov Sogn. Als zu diesem Termin sämtliche Kirchenbezirke Dänemarks aufgelöst wurden, wurde sie ein selbständiges Sogn.
Im Kirchspiel leben 452 Einwohner (Stand: 1. Januar 2025). Im Kirchspiel liegt die Kirche „Røjleskov Kirke“.

## Geschichte
Bis 1970 gehörte Strib-Røjleskov Sogn zur Harde Vends Herred im damaligen Odense Amt, danach zur Middelfart Kommune im
Sønderjyllands Amt, die im Zuge der  Kommunalreform zum 1. Januar 2007 in der „neuen“ Middelfart Kommune in der Region Syddanmark aufgegangen ist. Seit Røjleskov Sogn selbständig ist, heißt das Muttersogn nur noch „Strib Sogn“.